# 付知町立付知小学校
付知町立付知小学校 （つけちちょうりつ つけちしょうがっこう）は、かつて岐阜県恵那郡付知町（現・中津川市）に存在した公立小学校。

## 校区
付知小学校の校区は付知町全域であった。1958年（昭和33年）、付知町立北小学校・付知町立南小学校・付知町立東小学校の3校に分割されて閉校となった。閉校後の校地と校舎は付知町立付知中学校として使用された。現在の中津川市立付知中学校が跡地である。

## 沿革
- 1865年（慶応元年） - 護山神社社人宅に私塾護山学校[注釈 4]が開校。
- 1873年（明治6年） - 三番地所宇田尻に発蒙舎が開校。一番地所に一番支校（旧・護山学校）、七番地所に二番支校、十番地所に三番支校、加子母村に四番支校、五番地所に五番支校、二番地所に六番支校を開設。
- 1874年（明治7年） - 学校が統廃合され、訓蒙義校（中付知）、発蒙義校（北付知）、教育義校（南付知）、勧善義校（川東）となる。
- 1876年（明治9年） - 発蒙義校が北小学校、教育義校が南小学校、勧善義校が東小学校に改称する。
- 1882年（明治15年） - 一番地所字浦に北小学校浦分教場を設置。
- 1884年（明治17年） -
  - 北小学校が付知北小学校に改称する。所在地は三番地所字田尻。
  - 南小学校が付知南小学校に改称する。所在地は七番地所字寺畑。
  - 東小学校が付知東小学校に改称する。所在地は十一番地所字洞垣戸。
- 1886年（明治19年） -
  - 付知北小学校が付知北簡易科小学校に改称する。
  - 付知南小学校が付知南尋常小学校に改称する。
  - 付知東小学校が付知東簡易科小学校に改称する。
- 1892年（明治25年） - 付知北簡易科小学校が付知北尋常小学校、付知東簡易科小学校が付知東尋常小学校に改称する。
- 1893年（明治26年） - 付知南尋常小学校が付知南尋常高等小学校に改称する。
- 1902年（明治35年） - 付知北尋常小学校、付知南尋常高等小学校、付知東尋常小学校が統合され、付知尋常高等小学校となる。統合校舎は無く、旧・付知北尋常小学校は付知尋常高等小学校第一仮教場、旧・付知南尋常高等小学校は付知尋常高等小学校第二仮教場、旧・付知東尋常小学校は付知尋常高等小学校第三仮教場となる。付知北尋常小学校から北分教場を引き継ぐ。
- 1903年（明治36年） - 農業補習学校を併設。
- 1910年（明治43年）4月28日 - 統合校舎が現在地に完成する。第一仮教場、第二仮教場、第三仮教場を廃止。
- 1912年（明治45年） - 東分教場を設置。
- 1926年（大正15年） - 青年訓練所を併設。
- 1930年（昭和5年） - 新校舎が完成。
- 1935年（昭和10年） - 青年学校を併設。
- 1941年（昭和16年）4月1日 - 付知国民学校に改称する。
- 1947年（昭和22年）4月1日 - 付知町立付知小学校に改称する。この時点での児童数（北分校・東分校を含む）は1276名となり、教室数不足が深刻化する。
- 1949年（昭和24年）9月 - 東分校を増築。
- 1950年（昭和25年）
  - 4月 - 七区に付知小学校南分校の建設が議会で議決される。
  - 10月 - 付知小学校を3分割し、従来の東分校を東小学校、計画されていた南分校を南小学校、新たに北小学校の開校が決まる。
- 1953年（昭和28年）3月 - 北小学校、南小学校、東小学校に分割され、廃校。北分校は北小学校に移管する。

## 歴代校長
- 玉置源次郎 - 1893年（明治26年）から1927年（昭和2年）まで校長を務めた。1963年（昭和38年）には有志によって付知町立付知中学校に銅像「玉置先生像」が建立された。